# Olofstorp
Olofstorp – miejscowość (tätort) w Szwecji, w regionie administracyjnym (län) Västra Götaland, w gminie Göteborg.
Według danych Szwedzkiego Urzędu Statystycznego liczba ludności wyniosła: 3746 (31 grudnia 2015), 4011 (31 grudnia 2018) i 4108 (31 grudnia 2019).